# La Parrala
Dolores Parrales Moreno, más conocida como La Parrala (Moguer, 1845-Huelva, 1915), fue una cantaora de flamenco española, que destacó como una de las intérpretes más significativas de los cafés cantantes.
Siguió los cantes de Silverio y fue la maestra de Antonio Silva «El Portugués». La formación artística de Dolores «La Parrala» se forjó en Sevilla, y al estar dotada de una «facilidad pasmosa», según su biógrafo, llegó a dominar un largo repertorio de cantes por serranas, siguiriyas, livianas, polos y, especialmente, por soleares.

## Biografía

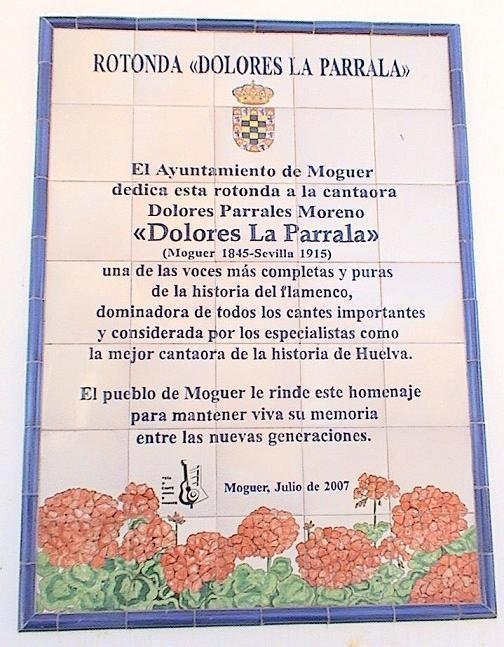
Azulejo homenaje en Moguer

Nació en la segunda mitad del siglo xix. En cuanto al lugar de nacimiento no hay duda que fue en Moguer, tal como coinciden todos los autores, y como ella misma reflejó en una de sus canciones:

Moguereña soy, señores,

y lo llevo mucho a gala

porque en todas la naciones

la Parrala es la que gana.

Estuvo casada con el guitarrista Paco de Lucena, considerado por Molina y Antonio Mairena como uno de los principales maestros de la guitarra andaluza del siglo xx. Con el actuó por toda España y París en 1880. Dolores murió en Sevilla, el año 1915, después de musitar su última siguiriya, en brazos de su amigo y compañero Fernando el de Triana, quien afirmó que La Parrala era la cantaora «más general que se ha conocido hasta hoy».
Su hermana Trinidad La Parrala, con la que fue confundida en la famosa copla «La Parrala», triunfó igualmente en los cafés cantantes, en especial interpretando pregones aflamencados.

## Su trayectoria por los cafés cantantes
Sus primeros pasos en el cante los dio en un café cantante existente en la Plaza del Marqués de Moguer, pero donde aprendió los secretos del cante, y consiguió la fama fue en el Café Silverio de Sevilla. También obtuvo gran fama en Granada, donde en 1884, actuó una larga temporada en el café cantante de la Plaza de la Marina, junto a la Macarrona y otros conocidos artistas. Por aquel tiempo también trabajó en otros establecimientos como el Café de Bernardo, en las Siete Revueltas (Málaga) y el Café Imparcial (Madrid). En estos dos actuó junto a Juan Breva, un personaje con gran repercusión del momento.
Según la prensa española, durante las últimas décadas del siglo XIX, Dolores actuó en diferentes puntos geográficos tanto de España como del extranjero, como, por ejemplo, en París donde actuó junto a Paco de Lucena y la bailaora Trinidad Huertas, más conocida como, La Cuenca. Este suceso tuvo gran repercusión en los medios de comunicación que publicaron varios artículos sobre el espectáculo. El Diario de Córdoba del Comercio, Industria, Administración, Noticias y Avisos divulgó información sobre ello el 25 de enero de 1880 o, por ejemplo, El Imparcial, ofreció detalles en sus páginas el 8 de marzo del mismo año, informando de que el cartel seguía en el teatro de la calle Taitbout de la capital francesa.
En 1912, con 67 años de edad, anunció su renovación en los cantes del Cine y de los chicos revoltosos, el célebre Paquito, la Parrala, la Charrúa y la Cucandita. Esto quiere decir, que la artista no renunció a su vida artística nunca, y que siguió activa hasta el final.

## Mito

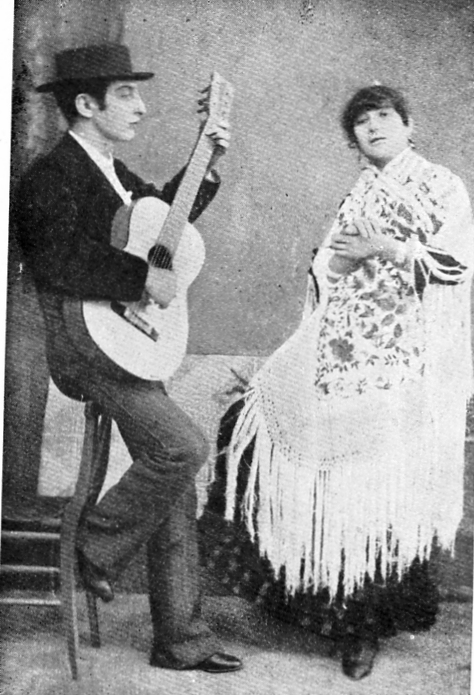
Paco de Lucena y La Parrala

La Parrala es un mito que como tal, carece de datos debidamente confrontados y que unidos a la fantasía de un creador colectivo como es el pueblo, hacen de su comprensión total una tarea casi imposible. Para acercarnos a su figura nos tenemos que apoyar en la referencias de algunos autores de la época.
Su leyenda se creó muy pronto, en 1904 Guillermo Núñez de Prado la recogió en su libro Cantaores andaluces, historias y tragedias. La describe con un atractivo casi irresistible, no solo por su belleza y por su arte, sino, fundamentalmente, por su actitud ante la vida:

Hermosa, de una hermosura dominadora,  atrayente y sugestiva, esta mujer ha jugado a la vida como otros hombres juegan al monte o al bacarrat, se ha burlado de todo, de todo se ha reído, jamás tomo nada en serio, ni el matrimonio...

Este autor afirma que «su genialidad fue tan funesta para el hombre como para el cante...».
El moguereño Xandro Valerio dedicó a La Parrala un poema, seguramente impresionado por las historias sobre la cantaora que circulaban por el pueblo desde tiempo atrás. Basándose en ellas, no tuvo reparos en mezclar elementos biográficos de Dolores, con su hermana Trini y atribuirle una posible pasión por el vino, además de permitirse dudar de su lugar de nacimiento, probablemente por exigencias de la rima ya que todos los testimonios coinciden en su nacimiento en Moguer. Posteriormente, Concha Piquer la inmortalizó en la película argentina Me casé con una estrella, dirigida por Luis César Amadori y estrenada en 1951. Por otro lador, el cortometraje de Edgar Neville titulado La Parrala (1941) también está inspirado por esta figura. El corto es obra de Rafael de León y de Xandro Valerio, según se lee en sus títulos de crédito. La Filmoteca Española de Madrid conserva copia de este filme.
Para Federico García Lorca, La Parrala es una maestra de la seguiriya, discípula de Silverio Franconetti. En el Poema del cante jondo escrito en 1921, le dedica la tercera de las Viñetas flamencas, titulada Café cantante.
La canción de copla "La parrala" que fue popularizada por Concha Piquer y que también han versionado cantantes como Rocío Jurado, Marifé de Triana, Carlos Cano y Víctor Manuel, habla de ella, si bien le cambia el nombre de Dolores por el de Trinidad y pone en duda su lugar de nacimiento entre Moguer y La Palma.